# Ángel Nogales Espert
Ángel Nogales Espert (La Alcudia (Valencia), 4 de marzo de 1941-Madrid, 12 de septiembre de 2012) fue un médico pediatra del que se recuerdan numerosas y apreciadas aportaciones humanísticas y científicas.

## Currículo profesional
Fue autor de numerosos trabajos científicos.
Otros aspectos relevantes de su trayectoria profesional son:
- Estudió Medicina y se especializó en Pediatría en Valencia en 1966, alcanzando el grado de Doctor en Medicina y Cirugía en 1967.
- En 1971 se trasladó a Madrid, donde en 1981 se convirtió en uno de los más jóvenes Catedrático de Pediatría de la Universidad Complutense de Madrid.
- En 1981 fue nombrado Jefe del Servicio de Pediatría del Hospital Universitario 12 de Octubre, en Madrid, cargo que mantuvo hasta su fallecimiento.
- De 1988 a 1994 fue presidente de la Sociedad de Pediatría de Madrid.
- Académico de la Real Academia Nacional de Medicina, en 1997.[6]
- Decano de la Facultad de Medicina de la Universidad Complutense de Madrid desde 2002 hasta 2010.